# Tabanus confucius
Tabanus confucius är en tvåvingeart som beskrevs av Macquart 1855. Tabanus confucius ingår i släktet Tabanus och familjen bromsar. Inga underarter finns listade i Catalogue of Life.